# تولالیپ بی (واشینگتن)
تولالیپ بی (به انگلیسی: Tulalip Bay) یک منطقهٔ مسکونی در ایالات متحده آمریکا است که در شهرستان اسنوهومیش، واشینگتن واقع شده‌است. تولالیپ بی ۲۷٫۸ کیلومتر مربع مساحت و ۱٬۵۶۱ نفر جمعیت دارد و ۰ متر بالاتر از سطح دریا واقع شده‌است.